# Gerald Stier
Gerald Stier (* 17. September 1940 in Rathendorf; † 7. April 2022 in Dresden) war ein deutscher Komponist, Organist, Kantor und Landeskirchenmusikdirektor der Evangelisch-Lutherischen Landeskirche Sachsens.

## Leben
Nach dem Besuch der Volksschule besuchte Gerald Stier das Seminar für kirchlichen Dienst in Dahme (Mark). Dort legte er 1958 die C-Prüfung ab und begann ein Studium der Kirchenmusik in Halle (Saale). 1961 absolvierte er dort die kirchenmusikalische B- und 1963 die A-Prüfung. Nach einem Einsatz in Ebersbach-Tautenhain und an der Taborkirche in Leipzig erhielt er noch im gleichen Jahr im Oktober die Stelle als Kantor an der Auferstehungskirche in Dresden-Plauen, wo er bis zu seinem Ruhestand nahezu 41 Jahre wirkte. Verabschiedet wurde er am 26. September 2004 mit einem Festgottesdienst.
In der Auferstehungskirchgemeinde leitete Gerald Stier eine Kantorei (mit Kurrende) mit etwa 70 Sängerinnen und Sängern, die einerseits die Gottesdienste mitgestaltete, andererseits aber auch mit (weltlichen) Serenaden und mindestens zweimal im Jahr in Konzerten mit chorsinfonischen Werken (Weihnachtsoratorium, Passionen, Messen usw.), auftrat. Er leitete zahlreiche Singwochen und Lehrgänge für Chorsingen mit Laien. Beim Dresdner Kreuzchor unterrichtete er Kruzianer im Orgelspiel und engagierte sich für den Nachwuchs in der kirchenmusikalischen D-Ausbildung.
1976 wurde er zum Kirchenmusikdirektor des damaligen Kirchenbezirks Dresden-West ernannt, 1988 wurde er Landeskirchenmusikdirektor der Ev.-Luth. Landeskirche Sachsens. 1989–1999 war er Dozent für Kinderchorleitung an der Hochschule für Kirchenmusik Dresden. Nach deren Gründung 1993 wurde er einer der 24 Kultursenatoren der Kulturstiftung des Freistaates Sachsen.
2022 starb er hochgeachtet in Dresden.

## Werke
- Aus allen Häusern kommt heraus. Evangelische Verlagsanstalt, Berlin 1986.
- Ich sing wie der kleine Vogel singt. Carus-Verlag, Stuttgart 1995 (Chorpartitur, Stimmen)
- Gib uns Frieden jeden Tag. (Heft für Kinderchöre)
- Bewahre uns Gott. (Heft für Jugend und Kantoreichöre)
- Erhalt uns Herr bei deinem Wort. München, Friedemann Strube o. J. (ca. 2005, Motette für vier- bis fünfstimmigen Chor)
- Mit Freuden zart. München, Friedemann Strube o. J. (ca. 2005, Choralkantate für vierstimmigen Chor, Instrumente und/oder Orgel)